# Las Veguillas
Las Veguillas és un municipi de la província de Salamanca a la comunitat autònoma de Castella i Lleó. Limita al Nord-est amb San Pedro de Rozados, a l'Est amb Membribe de la Sierra, al Sud amb Narros de Matalayegua i a l'Oest amb Vecinos i l'enclavament de Cortos de la Sierra (municipi de Narros de Matalayegua).

## Demografia
| 1991 | 1996 | 2001 | 2004 |
| ---- | ---- | ---- | ---- |
| 324  | 314  | 303  | 305  |